# Gūshkejān
Gūshkejān är en ort i Iran.   Den ligger i provinsen Gilan, i den nordvästra delen av landet, 220 km nordväst om huvudstaden Teheran. Gūshkejān ligger 11 meter över havet och antalet invånare är 211.
Terrängen runt Gūshkejān är huvudsakligen platt, men söderut är den kuperad. Terrängen runt Gūshkejān sluttar norrut.Runt Gūshkejān är det ganska tätbefolkat, med 155 invånare per kvadratkilometer. Närmaste större samhälle är Lāhījān, 17,4 km öster om Gūshkejān. Trakten runt Gūshkejān består till största delen av jordbruksmark.